# علی ارسلان خان
علی بن موسی بای‌تاش بن ستوق (درگذشتهٔ ۹۹۸ میلادی) ششمین «خاقان بزرگ» قراخانيان و از فرمانروایان برجستهٔ کاشغر در سدهٔ چهارم هجری/دهم میلادی بود.
وی از شاخهٔ علی‌تبار خاندان قراخانی بود و در گسترش اسلام در آسیای میانه جايگاهی پررنگ داشت.

## زندگی
علی ارسلان‌خان فرزند موسی بای‌تاش بغرا خان و از شاخهٔ علی‌تبار خاندان قراخانیان بود. او در جايگاه خاقان بزرگ در کاشغر فرمانروايی می‌کرد و چيرگی فراوانی در آن سرزمين داشت. در همین زمان، حسن بن سلیمان بغرا خان نیز در جايگاه خاقان کوچک در بلخ فرمانروایی می‌کرد.

## كارهاي ديني و لشگری
وی در دوران فرمانروايی اش برای گسترش اسلام در قلمرو خویش تلاش نمود و در جنگ‌های دینی در برابر ختن، که يك فرمانروايی بودایی داشت، شرکت کرد. در یکی از این نبردها در نزدیکی یانگی‌حصار کشته شد و در نوشته های اسلامی با نام «شهید» یاد شده‌است.

## فرزندان و جانشینان
از علی ارسلان‌خان دست‌کم دو فرزند به‌نام‌های نصر بن علی و احمد توغان‌خان شناخته شده‌اند. نصر بن علی پس از مرگ پدرش جانشین او شد و فرمانروايی شاخهٔ علی‌تبار را در فرارود پی گرفت.

## یادمان
گرچه جايگاه خاكسپاری او روشن نیست كه درست كجاست، ولی بر پايه برخی بن مايه ها، آرامگاهش در یانگی‌حصار جای دارد و در ياد مردم سرزمين با نام نخستین فرمانروای شهید ترک مسلمان جایگاهی ویژه دارد.

## بن مايه
- Barthold, V. V. *Turkestan Down to the Mongol Invasion*. Translated by H. A. R. Gibb. London: Luzac & Co, 1928.
- Golden, Peter B. *An Introduction to the History of the Turkic Peoples*. Otto Harrassowitz, 1992.
- Bregel, Yuri. *An Historical Atlas of Central Asia*. Brill, 2003.
- ویکی‌پدیای روسی، Арслан-хан، بازیابی‌شده در ۱۲ آوریل ۲۰۲۵.